# Кустодия
Кустодия (порт. Custódia) — муниципалитет в Бразилии, входит в штат Пернамбуку. Составная часть мезорегиона Сертан штата Пернамбуку. Входит в экономико-статистический микрорегион Сертан-ду-Мошото. Население составляет 31 604 человека на 2007 год. Занимает площадь 1484,6 км². Плотность населения — 18,04 чел./км².
Праздник города — 11 сентября.

## История
Город основан в 1928 году.

## Статистика
- Валовой внутренний продукт на 2005 год составляет 90 341 тысяч реалов (данные: Бразильский институт географии и статистики).
- Индекс развития человеческого потенциала на 2000 год составляет 0,653 (данные: Программа развития ООН).

## География
В соответствии с классификацией Кёппена, климат относится к категории BShw.